# 불교의 지옥
불교에서는 지옥(地獄)의 종류로서 팔열팔한지옥(八熱八寒地獄)이 있다고 여긴다. 하지만 팔열팔한 지옥은 최종단계의 지옥이며 심판을 받는 도중에도 각 관문마다 지옥이 구비되어 있다.

## 팔열지옥

### 등활지옥
등활지옥(等活地獄, 산스크리트어: Sañjīva 산지바)은 남섬부주 아래 1천 유순이 되는 깊이에 있다는 지옥이다. 산 목숨을 죽이는 죄인이 이 지옥에 떨어지는데, 살생한 횟수를 상, 중, 하로 나뉘어 그에 따른 괴로움을 받게 된다. 똥오줌에 빠진 자는 냄새 때문에 괴로워하며, 그 속에 우글거리는 벌레가 온 몸을 파먹는다. 또한 이 지옥에 나는 중생은 서로 할퀴고 찢으며 옥졸들도 쇠몽둥이를 가지고 죄인을 때려 부수고 칼로 살을 찢는 형벌을 내린다고 한다. 또한 칼날로 이루어진 무성한 숲을 지나면서 온 몸의 살점이 파헤쳐지고 베어지게 된다. 죄인이 죽게 되면 금방 서늘한 바람이 불어와 다시 살아나게 되어 같은 형벌을 거듭 받게 되며, 또는 옥졸들이 쇠 갈퀴로 땅을 두드리거나 공중에서 살아나라 외치게 되면 죽었던 죄인이 다시 살아나게 되어 형벌을 거듭 받게 된다고 한다.

### 흑승지옥
흑승지옥(黑繩地獄, 산스크리트어: Kālasūtra 칼라수트라)은 사람을 죽이고 도둑질하고 사악한 의견을 설법하거나 자살하는 사람을 돌보지 않은 이가 떨어지는 지옥이라고 하며, 죄인이 이 지옥에 들면 타오르는 불꽃속에서 온몸을 뜨거운 검은 쇠줄로 얽어매고 뜨겁게 달구어진 도끼, 톱, 칼 등으로 몸을 베고 끊어내는 형벌을 받게 되고 험한 언덕에서 날카로운 칼날이 풀처럼 무성히 솟아있는 뜨거운 땅으로 떨어져 온몸이 갈기갈기 찢어진다고 한다. 이 지옥 중생들은 수명이 1천 세이며, 그 1주야는 '도리천'의 1천 세나 되고, 도리천의 1주야는 인간의 100년이 된다고 한다.

### 중합지옥
중합지옥(衆合地獄, 산스크리트어: Saṃghāta 삼가타)은 살인, 도둑질, 사악한 음행을 한 죄인이 떨어지는 지옥으로 죄인을 모아 두 대철위산(大鐵圍山) 사이에 끼워 넣어서는 두 산이 합쳐지도록 하여 눌리어 죽게 하며, 또 큰 쇠구유 속에 넣어 눌러 짜는 고통을 받는 지옥이라 한다. 또한 철구에는 구리가 녹은 물이 벌겋게 흐르는 강이 있는데 이곳을 한량없이 떠돌아 다녀야 한다고 한다.

### 규환지옥
규환지옥(叫喚地獄, 산스크리트어: Raurava 라우라바)은 누갈(樓葛)이라 음역하고 '제곡(啼哭), 호규(號叫)'라 번역한다. 살생, 도둑질, 음행, 술 먹는 죄를 범한 이가 들어가는 지옥이라 하며, 이 지옥에 떨어지는 죄인은 물이 끓는 가마 속에 들어가기도 하고, 옥졸이 철퇴로 입을 찢기운 다음, 펄펄 끓어 불타는 구리물(銅汁)을 마시고 불에 뻘겋게 달군 쇳덩어리를 먹여 오장육부를 태워버린다고 한다.

### 대규환지옥
대규환지옥(大叫喚地獄, 산스크리트어: Mahāraurava 마하라우라바)은 규환지옥에 떨어지는 중생과 같은 죄를 지은 이가 떨어지는 지옥이며, 이 지옥에 떨어지는 죄인은 위 규환지옥과 같은 형벌을 받게 되는데 주로 살인(殺人), 도둑질(竊盜), 음행(淫行), 과음(過飮), 악행만족(惡行滿足), 망어만족(妄語滿足)을 범한 이가 오게되는 지옥으로 죄인의 혀를 길게 잡아 빼어 입으로 다시 집어 넣을 수 없도록 한 다음에 그 혓바닥에다가 펄펄 끓는 구리 쇳물을 붓거나 철퇴로 짓이기고 가루를 낸다. 그 고통스럽기가 10배가 된다 한다. 이 지옥 중생의 수명은 8천 세인데, 인간의 8백 세가 '화락천(化樂天)'의 1일 1야(夜)와 같고, '화락천'의 8천 세가 이 지옥의 1일 1야와 같다고 한다.

### 초열지옥
초열지옥(焦熱地獄, 산스크리트어: Tapana 타파나)은 '살생, 투도(偸盜), 사음(邪淫), 음주, 망어(妄語)'를 범한 이가 떨어지는 지옥이다. 이 지옥에 떨어지는 죄인은 맹렬하게 불타는 쇠성(鐵城), 쇠집(鐵室), 쇠다락(鐵樓)속에 들어가 가죽과 살이 타는 고통을 받는다고 하고 또한 뜨거운 철판 위에 눞이고 벌겋게 달구어진 철봉으로 치며, 큰 석쇠 위에 올려 놓고 뜨거운 불로 지지며 또 큰 쇠꼬챙이로 아래로부터 몸을 꿰어 굽는 등의 형벌을 거듭 받는다고 한다.

### 대초열지옥
대초열지옥(大焦熱地獄, 산스크리트어: Pratāpana 프라타파나)은 살생, 도둑질, 음행, 거짓말, 음주, 사견으로 남을 속인 거듭해 쌓고 착한 사람을 더럽힌 자 등의 죄를 범한 이가 떨어지는 지옥이다. 이 지옥에 떨어지는 죄인은 그 가운데에 있는 큰 불구덩이가 있어 불길이 맹렬하게 타오르고 있는데, 그 양쪽에는 뜨거운 용암이 흐르는 커다란 화산이 있다. 옥졸이 죄인을 잡아다 쇠꼬챙이에 꿰어 불구덩이의 사나운 불길 속으로 넣어 집어 넣으면, 죄인의 몸이 익어 터지고 용암이 흘러 들어 온몸이 불타서 재가 되어 없어지는 고통이 극심하나 그 죄가 다 소멸되기까지는 죽고 싶어도 죽지 못한다 하고, 그 지옥을 면하더라도 다시 16 소지옥으로 들어간다고 한다. 이 지옥 중생의 수명은 1만 6천 세, 인간의 1천 6백 세가 '타화천(他化天)'의 1주야가 되고, 타화천의 1만 6천 세가 이 지옥의 1주야가 된다고 한다.

### 아비지옥
아비지옥(阿鼻地獄, 산스크리트어: Avīci 아비치)는 남섬부주 아래 2만 유순인 깊이에 있는 지옥인데, 괴로움 받는 일이 순간도 쉬지 않고 끊임이 없다 하여 그런 이름이 붙여졌으며 무간지옥(無間地獄), 아비지옥(阿鼻地獄)이라고도 한다. 이 지옥에 떨어지는 죄인에게는 필파라침(必波羅鍼)이라는 악풍(惡風)이 있는데 온몸을 건조시키고 피를 말려 버린다. 또 옥졸이 몸을 붙잡고 가죽을 벗기며, 그 벗겨낸 가죽으로 죄인의 몸을 묶어 불 수레에 싣고 훨훨 타는 불구덩이 가운데에 던져 넣어 몸을 태우고, 야차(夜叉)들이 큰 쇠 창을 달구어 죄인의 몸을 꿰거나 입, 코, 배 등을 꿰어 공중에 던진다고 한다. 또는 쇠매(鐵鷹)가 죄인의 눈을 파 먹게 하는 등의 여러 가지 형벌을 받는다고 하며, '흑승, 등활지옥'이나 마찬가지로 16 별처(別處)가 있다고 한다. 이 지옥에 떨어지는 죄는 다음과 같다.
- 5역죄(五逆罪)의 하나를 범한 자.
- 인과(因果)를 무시하는 자.
- 절이나 사찰의 탑을 부수는 자.
- 성중(聖衆)을 비방하는자.
- 시주받은 물건을 사적인 용도로 낭비하는 자.
- 아라한(불교의 성자)을 살해하는 자.
- 비구니를 강간한 자.

## 팔한지옥

### 알부타지옥
알부타지옥(頞浮陀地獄, 산스크리트어: arbuda 아르부다)에서는 추워서 천연두가 생기고 몸이 붓는다.

### 니라부타지옥
니라부타지옥(尼刺部陀地獄, 산스크리트어: nirabuda 니라부다)에서는 부스럼이 생기고 온몸이 부어서 터지는 문둥병이 생긴다.

### 알찰타지옥
알찰타지옥(頞哳陀地獄, 산스크리트어: atata 아타타)에서는 추워서 소리를 낼 수가 없어 혀끝만 움직인다.

### 학학파지옥
학학파지옥(郝郝婆地獄, 산스크리트어: hahava 하하바)에서는 입을 움직이지 못해 목구멍에서 괴상한 소리가 난다.

### 호호파지옥
호호파지옥(虎虎婆地獄, 산스크리트어: huhuva 후후바)에서는 입술 끝만 움직이며 신음을 낸다.

### 올발라지옥
올발라지옥(嗢鉢羅地獄, 산스크리트어: utpala 우트팔라)에서는 추위 때문에 온몸이 푸른색으로 변한다.

### 발특마지옥
발특마지옥(鉢特摩地獄, 산스크리트어: padma 파드마)에서는 추위 때문에 온몸이 붉게 물든다.

### 마하발특마지옥
마하발특마지옥(摩訶鉢特摩地獄, 산스크리트어: mahapadma 마하파드마)은 파드마 지옥보다 더욱 춥고 온몸이 더욱 붉게 물들며 피부가 연꽃 모양으로 터진다.

## 기타지옥
죽은 자는 시왕 중 7명의 대왕에게 순서대로 각각 7일씩 49일 동안 심판을 받는다. 그러나 살면서 죄업을 많이 지은 자는 49일 이후 3명의 대왕에게 다시 심판을 받는데, 죽은 후 100일이 되는 날은 제8 평등대왕, 그리고 1년이 되는 날에는 제9 도시대왕, 3년째에는 제10 오도전륜대왕의 심판을 받아 총 3년의 기간 동안 명부시왕의 심판을 받는다.

### 초반지옥
이 지옥에서는 죽은 모든 중생들이 심판을 받게 되며 총 7단계로 되어 있다. 거해지옥까지 통과한 중생들은 여기에서 천상계, 인간계, 축생계, 아귀도, 아수라, 팔열지옥, 팔한지옥으로 가게 되며 통과하지 못한 중생들은 3단계의 절차가 더 남아있다.

#### 도산지옥
도산지옥(刀山地獄)은 온통 칼로 뒤덮인 산을 의미하는 지옥으로 진광대왕의 심판에 통과하지 못한 중생들이 떨어지는 지옥이다. 구두쇠가 가는 지옥으로 이 곳에서의 형벌은 끝없는 칼날을 맨발로 걸어가야 한다.

#### 화탕지옥
화탕지옥(火湯地獄)은 엄청난 크기의 무쇠솥에 물을 끓이고 있는 지옥으로 초강대왕의 심판에 통과하지 못한 중생들이 떨어지는 지옥이다. 도둑질을 하거나 빌려간물건을 갚지 않은 중생들이 가는 지옥으로 이 곳에서의 형벌은 전술한 무쇠솥에서 끓여지는 것이다. 무쇠솥에 끓여지는 물질은 죄질에 따라 똥물, 용암, 황산 등이 있다.

#### 한빙지옥
한빙지옥(寒氷地獄)은 한빙협곡이라 하는 엄청난 크기의 빙하가 있는 지옥으로 송제대왕의 심판에 통과하지 못한 중생들이 떨어지는 지옥이다. 주로 불효 여부를 판단하며 이 곳에서의 형벌은 전술한 협곡에 갇히는 것이다.

#### 검수지옥
검수지옥(劍樹地獄)은 잎이 칼날인 나무로 이루어진 숲으로 오관대왕의 심판에 통과하지 못한 중생들이 떨어지는 지옥이다. 위기에 몰린 이웃을 구하지 않은 중생들이 가게 되는 지옥으로 이 곳에서의 형벌은 이 숲에 있는 나무에 시달리는 것이다.

#### 발설지옥
발설지옥(拔舌地獄) 다른 지옥과는 달리 과수원이 많은 매우 풍요로운 곳으로 지옥의 상징인 염라대왕의 심판에 통과하지 못한 중생들이 떨어지는 지옥이다. 상대방을 헐뜯은 중생들이 가게 되는 지옥으로 이 곳에서의 형벌은 중생의 혀를 길게 뽑은 뒤 크게 넓혀놓고 나서 그 혀에 나무를 심고 밭을 가는 것이다.

#### 독사지옥
독사지옥(毒蛇地獄)에는 큰 독사가 살고 있으며 변성대왕의 심판에 통과하지 못한 중생들이 떨어지는 지옥이다. 강력범죄자를 다루는 지옥으로 이 곳에서의 형벌은 중생들끼리 서로 싸움박질을 일삼으며 간헐적으로 큰 독사에게 물린다.

#### 거해지옥
거해지옥(鋸骸地獄)은 큰 톱을 사용하여 죄수들을 자르는 귀왕이 있으며 태산대왕의 심판에 통과하지 못한 중생들이 떨어지는 지옥이다. 상업적인 문제와 관련된 죄를 지은 중생들, 그 중에서도 주로 살아생전에 사기꾼들이 가는 지옥으로 이곳에서는 톱으로 중생들의 몸을 자른다.

### 후반지옥
이 지옥에서는 죽은 모든 중생들 중에서 앞의 7단계의 지옥을 통과하지 못한 중생들이 심판을 받게 되며 총 3단계로 되어 있다. 흑암지옥까지 통과한 중생들은 여기에서 인간계, 축생계, 아귀도, 아수라, 팔열지옥, 팔한지옥으로 가게 된다. 거해지옥에서 끝이 난 중생들에게는 천상계로 갈 수 있는 문이 열려있지만 거해지옥에서 철상지옥으로 넘어가는 순간 천상계의 문은 닫히게 되어 여기까지 오게 된 중생들은 절대 천상계로 갈 수 없고 최대한 노력해도 인간계로밖에 갈 수 없다.

#### 철상지옥
철상지옥(鐵床地獄)은 못이 빽빽히 박힌 침상이 있는 지옥으로 평등대왕의 심판에 통과하지 못한 중생들이 떨어지는 지옥이다. 부정한 방법으로 재물을 모은 중생들이 가는 지옥으로 못이 박힌 침상에 누워 중생의 몸에 못을 관통하게 한다.

#### 풍도지옥
풍도지옥(風途地獄)은 광풍이 부는 지옥으로 도시대왕의 심판에 통과하지 못한 중생들이 떨어지는 지옥이다. 성범죄를 저지른 중생들이 가는 지옥으로 여기에서 1년간 체류하면서 죄업을 덜어야 한다.

#### 흑암지옥
흑암지옥(黑闇地獄)은 어둠 속의 지옥으로 오도전륜대왕의 심판에 통과하지 못한 중생들이 떨어지는 지옥이다. 빛 한 점 없는 암흑공간에 떨어지게 된다.

### 기타지옥
이 외에도 뒤의 3단계를 통과하지 못한 중생들이 지옥에 떨어지는 도중에 추가적으로 죄가 붙을경우 필요에 따라 아래와 같은 심판을 받게 되며, 이 무저지옥으로 넘어간 순간, 인간계와 축생계 문이 닫히게 되어 여기까지 온 중생들은 최대한 노력해도 수라계까지만 갈 수 밖에 없다. 이후에도 통과하지 못해 무혈지옥으로 넘어가게 되면 환생할 수 있는 모든 문이 닫히고 더 이상 두번 다시는 윤회를 절대 할 수 없게 된다.

#### 무저지옥
무저지옥(無底地獄)은 믿음을 사고 팔아버린 자들이 떨어지는 지옥으로, 용암풍이 순식간에 불어 소멸시키고 재생하고, 또 얼려서 조각내고 재생하고를 5번의 중겁동안 체류하게 된다. 이 지옥을 거치면 천상, 인간, 축생계로 태어날 수 없고, 수라, 아귀, 지옥에만 환생해야 한다.

#### 무혈지옥
무혈지옥(無血地獄) 모든 인간을 포함한 생물의 영혼을 사고 팔아버린 자들이 떨어지는 지옥으로, 몸이 겨자씨만큼 오그라들어서 사라졌다 반복하고, 또 수미산만큼 커져서 풍선 터질듯이 소멸되고 재생되는 엄청난 고통을 9번의 대겁동안 반복한다. 이 지옥을 거친 중생은, 나머지 환생할 수 있는 모든 문이 닫혀, 두번 다시는 영원히 윤회를 할 수 없으며, 어디에도 태어날 수 없고 우주 먼지처럼 되어버리는 무유영혼이 된다. 또한 무유영혼이 된 중생은 이 세상 우주에서 추방되어 다시는 태어날 수도 이 세상에서도 올 수가 없어 다른 세상 우주공간을 방황해야만 하며 살아야 한다.

## 기타
불교에서는 지옥에 떨어질 만큼 큰 죄는 아니지만 그래도 죄가 있는 중생들에게 지옥보다는 가볍지만 그래도 굉장한 형벌을 내리는 과정이 있는데 그것이 축생계, 아귀도 등이 있다. 축생계의 경우 쉽게 표현하자면 사람이 아닌 다른 동물로 태어나는 것이며 아귀도는 아귀가 되어 끝없는 배고픔에 시달리는 형벌을 받게 되는 곳이다.

### 축생계
축생계는 죄질이 비교적 가벼운 중생들이 가는 곳으로서 동물로 태어나게 된다. 형량은 해당 동물의 수명만큼인데 다른 형벌에 비해서는 엄청나게 짧은 편에 속한다. 축생도 축생 나름이지만 죄질이 무거울수록 좋지 않은 동물로 환생하게 되며 지옥이나 아귀도를 간신히 모면할 정도로 죄질이 무거울 경우 곤충으로 환생하기도 한다.

### 아귀도
아귀도에 떨어지게 되면 밑도 끝도 없는 배고픔에 시달리게 된다. 또한 아무리 먹어도 배고픔은 그치지 않게 된다.

## 같이 보기
- 지옥
- 신과 함께
- 삼도 (불교)
- 6도